# Östtimors damlandslag i fotboll
Östtimors damlandslag i fotboll representerar Östtimor i fotboll på damsidan. Dess förbund är Federação de Futebol de Timor-Leste (FFTL). Laget har ännu inte spelat någon officiell landskamp.